# Triptyque de l'Annonciation d'Aix
Le Triptyque de l'Annonciation d'Aix est un retable peint daté des années 1443-1445 autrefois conservé dans la cathédrale Saint-Sauveur d'Aix-en-Provence et aujourd'hui démembré en six panneaux dispersés entre trois musées et une église. Le panneau central est conservé en temps habituel à l'église de la Madeleine à Aix-en-Provence et actuellement visible au Musée du Vieil-Aix.

## Historique
La provenance du retable est bien connue grâce à sa description dans un document d'archives. Il est commandé le 9 décembre 1442 dans le testament d'un drapier aixois, Pierre Corpici, fournisseur du roi René d'Anjou, pour être placé sur l'autel de sa chapelle dans la cathédrale Saint-Sauveur d'Aix-en-Provence. Il commande avec une prédelle en partie basse ainsi qu'un superciel en partie haute dont on ne sait pas s'ils ont été réalisés. Le tableau est achevé soit pour le jour de l'Annonciation 1444 soit en 1445. En 1618, l'ensemble est déplacé de la chapelle au baptistère de la cathédrale. En 1623, il est toujours décrit avec ses volets ce qui n'est plus le cas en 1679. En 1791, la partie centrale est toujours placée au même endroit selon le maire de l'époque, Alexandre de Fauris de Saint-Vincens. Celui-ci le fait déplacer dans l'église de la Madeleine après la Révolution française. Cette dernière église étant fermée pour des raisons de sécurité depuis 2006, le tableau a été transféré dans une autre église d'Aix, l'église du Saint-Esprit. Il est de nouveau déplacé au Musée du Vieil-Aix en mars 2016.
On retrouve la trace du volet gauche vers 1900 avec le prophète Isaïe et la Madeleine au revers mais mutilé, ayant perdu son entourage de colonnes et la nature morte en partie supérieure. Il appartient alors à la collection Cook de Richmond. Dès 1909, l'historien de l'art flamand Georges Hulin de Loo fait le rapprochement avec l'Annonciation d'Aix. La Nature morte aux livres est retrouvée la même année lors d'une vente à Amsterdam et achetée par le Rijksmuseum.
Le panneau droit, resté lui complet, réapparaît lors d'une vente à Paris en mars 1923, le catalogue indiquant une provenance d'une résidence des environs d'Aix-en-Provence. Il est alors acheté par les Musées royaux des beaux-arts de Belgique à la demande justement de Hulin de Loo. La totalité de ces panneaux est présentée ensemble dans une exposition pour la première fois en 1929 au musée du Louvre.

## Composition

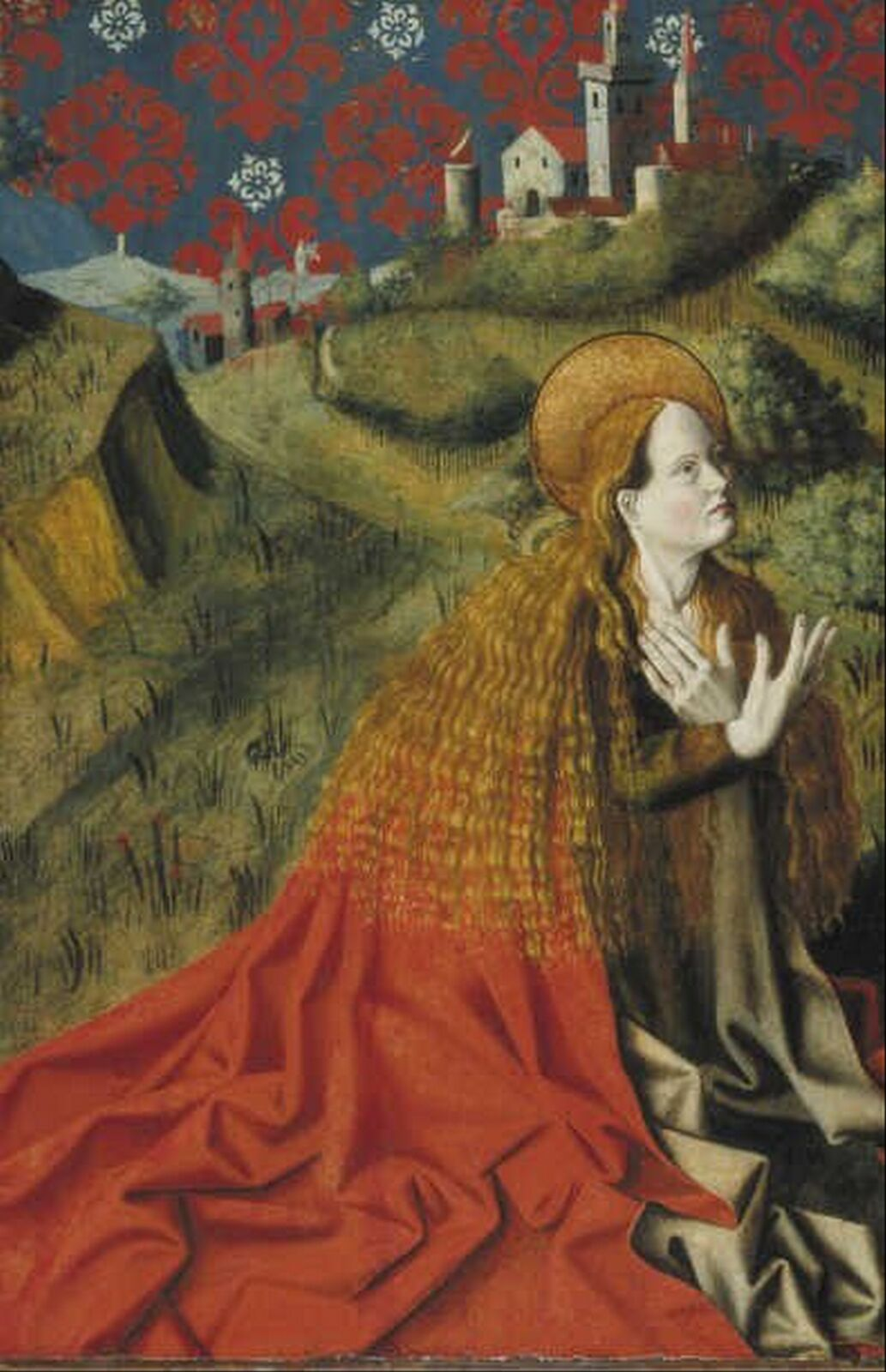
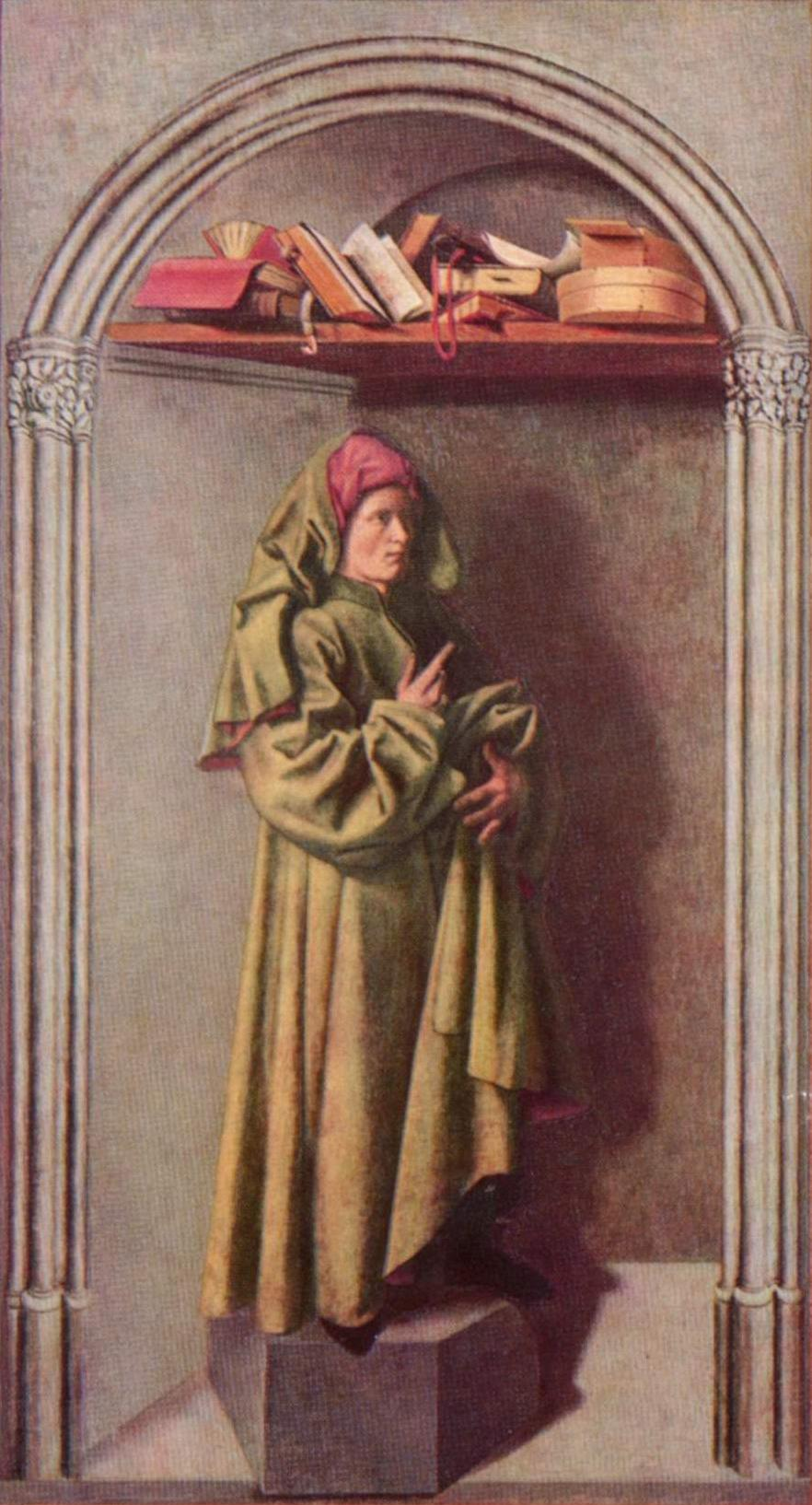
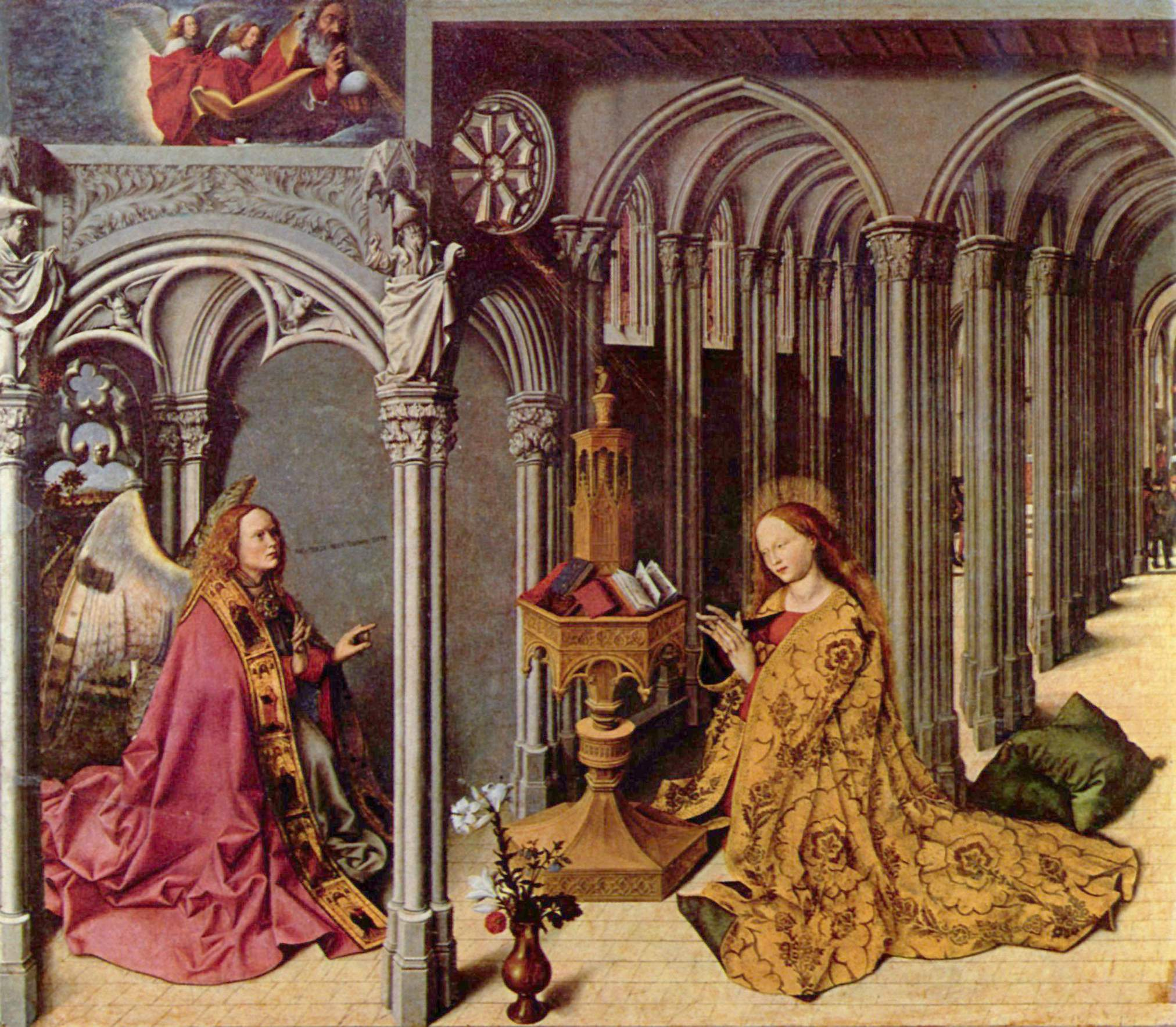
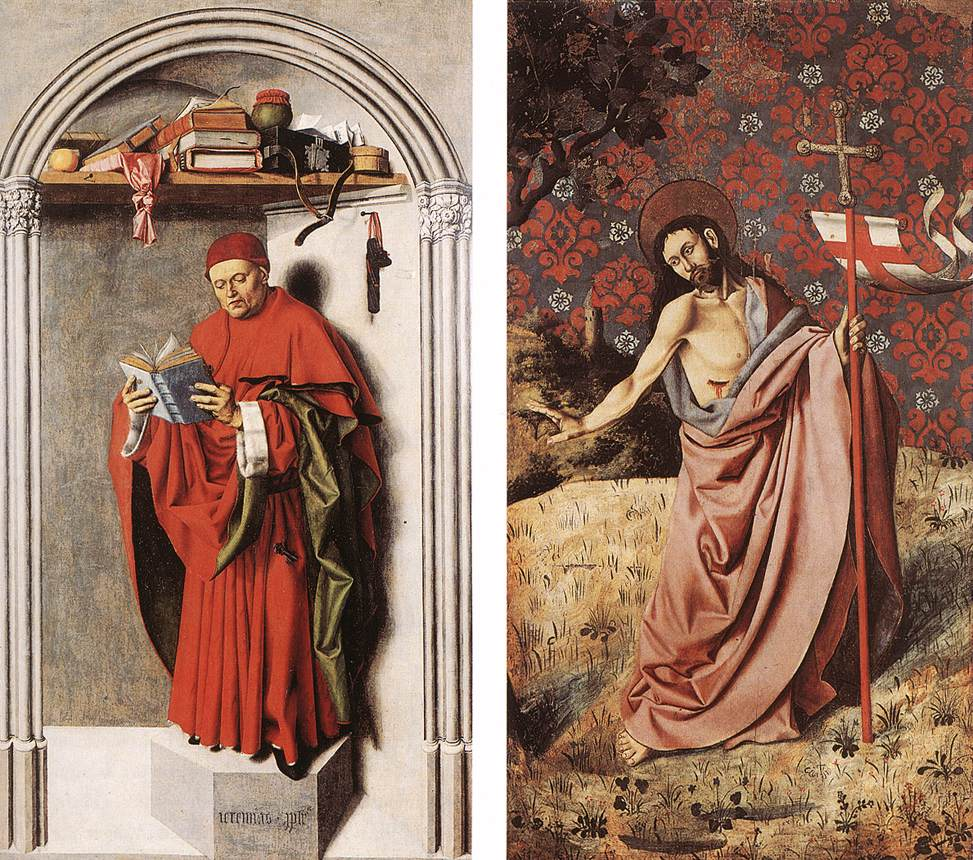

- Partie centrale : L'Annonciation, église de la Madeleine, Aix-en-Provence
- Volet gauche, partie supérieure : Nature morte aux livres, Rijksmuseum, Amsterdam
- Volet gauche, partie inférieure : Le Prophète Isaïe, Musée Boijmans Van Beuningen, Rotterdam
- Volet droit : Le Prophète Jérémie, Musée royal d'art ancien, Bruxelles
- Revers du volet gauche : La Madeleine agenouillée, Musée Boijmans Van Beuningen
- Revers du volet droit : Le Christ du Noli me tangere, Musée royal d'art ancien de Bruxelles

## Attribution
Après des attributions fantaisistes au début du XIXe siècle, les historiens de l'art français y voient un artiste français, peut-être de Bourgogne, passé en Flandres et actif en Provence. C'est le cas notamment lors de l'exposition sur les Primitifs français en 1904 au pavillon de Marsan au musée du Louvre. À l'inverse, un certain nombre d'historiens de l'art flamands y voient un artiste flamand s'étant installé dans le midi de la France. Georges Hulin de Loo y voit notamment des caractères « eyckiens » dans le tableau et forge pour la première fois le nom conventionnel de « Maître de l'Annonciation d'Aix ». Charles Sterling suit cette hypothèse. Dès 1904, Georges Hulin de Loo le rapprocha de l'auteur du Portrait d'homme de 1456. Depuis, il est généralement admis aujourd'hui par les historiens de l'art, tels que Charles Sterling, Michel Laclotte, Dominique Thiébaut, Nicole Reynaud, qu'il s'agit de Barthélemy d'Eyck, peintre actif à la cour du roi René d'Anjou, originaire du diocèse de Liège.

#### Catalogues d'exposition
- 1966 : Dans la lumière de Vermeer, Paris, Musée de l'Orangerie, 24 septembre - 28 novembre 1966.